# Albert Bergerault
Albert Bergerault, né le 23 janvier 1907 à Mouzay et mort le 23 décembre 1989 à Ligueil, est un musicien, facteur d'instruments de musique et inventeur français

## Biographie
Albert Bergerault naît le 23 janvier 1907 à Mouzay où son père exerce la profession de charron. Il obtient facilement son certificat d’études primaires en même temps qu’il apprend le violon et suit des cours de musique. Sa scolarité s’arrête là et il devient charron au côté de son père. Parallèlement, il commence à animer des bals en jouant du violon. Son service militaire, qu’il effectue dans la musique du 47e régiment d’infanterie à Paris, lui permet de découvrir l’accordéon et d’inventer un « jazz band automatique », une batterie que l’accordéoniste actionne avec les pieds pendant qu’il joue. Il expose son invention en 1927 à la foire de Paris, devenant l'un des pionniers dans l'automatisation de ce type d'instrument.
Marié et installé à Ligueil, il abandonne le métier de charron pour ouvrir en 1932 un atelier où il fabrique des xylophones et sa batterie automatique,. Il continue à perfectionner ses inventions, jouant ainsi du violon, de l’accordéon et de la scie musicale en même temps dans les bals de la région. Mobilisé en 1939 et rapidement prisonnier, il est rapatrié pour raisons sanitaires en 1942. Il reprend ses activités de constructeur et d’inventeur à la Libération ; il lui faut alors une dizaine d’années pour mettre au point son ensemble composé d’une trentaine d’instruments commandés par un seul accordéoniste, grâce aux progrès de l'électrotechnique.
Dans les années 1970, Albert Bergerault bénéficie d’une grande notoriété, grâce à son apparition dans plusieurs émissions de télévision où il présente son ensemble instrumental qui ne cesse de s’étoffer. L’atelier de fabrication d’instruments à percussion se développe et se diversifie (xylophones, vibraphones et marimbas, etc.) sous l’impulsion de Gilbert Fergeau, gendre d’Albert, à partir de 1974 ; il emploie une vingtaine de personnes et exporte 50 % de sa production. Des musiciens classiques et de jazz, des orchestres symphoniques du monde entier sont ses clients. En 2010, l'entreprise bénéficie du label « entreprise du patrimoine vivant ».
Souffrant de problèmes cardiaques qui le contraignent à cesser toute activité en 1986, Albert Bergerault meurt à Ligueil le 23 décembre 1989.
Son ensemble instrumental reste propriété de sa famille. Il est abrité dans les locaux de Buffet Crampon qui a repris les activités de fabrication des instruments, mais un autre local de stockage doit lui être trouvé avant la fin de l'année 2025.

## Pour en savoir plus